# Ессинг, Рольв Рагнвальдсен
Рольв Рагнвальдсен Ессинг (норв. Rolv Ragnvaldsøn Gjessing; 26 июня 1887, Линнос, Хордаланн — 11 марта 1959, Лом, Оппланн) — норвежский психиатр и педагог, профессор Университета Торонто; доктор медицины, пионер биологической психиатрии. Он занимался главным образом проблемой кататонического синдрома и описал его особую форму — периодическую кататонию, иногда называемую синдромом Ессинга.

## Биография
Рольв Ессинг родился 26 июня 1887 года в норвежском селе Линнос на западе страны в религиозной католической семье местного пастора Рагнвальда Ессинга (1859–1927) и его жены Регины Луизы Вааге Эриксен (1863–1912). После окончания средней общеобразовательной школы Ессинг поступил на медицинский факультет Университета Осло, где его главным интересом стала психиатрия. В 1913 году он успешно защитил диплом.
11 марта 1916 года он женился на телеграфистке Сюзанне Амалии Милберг (1891–1969), дочери прокурора Верховного суда Томаса Готфреда Олсена Милберга (1862–1906) и Элизы Маргрет (в девичестве Норгаард; 1866–1952).
В 1920 году Рольв Рагнвальдсен Ессинг поступил на работу в психиатрическую больницу Рёнвик, с 1922 года лечил пациентов в больнице Дикемарк в пригороде Осло, а с 1929 по 1949 год являлся главным врачом этой больницы.
В 1926 году Р. Р. Ессинг отправился на шестимесячную стажировку в Трентон, а в 1928 году — в научную поездку по клиникам Дании, Швеции, Германии и Венгрии. С 1932 по 1937 год он также занимал пост президента Норвежской психиатрической ассоциации (норв. Norsk psykiatrisk forening).
В 1935 году доктор Ессинг снова посетил психиатрические клиники Германии с целью обмена опытом. В 1937 году благодаря стипендии Фонда Рокфеллера он работал в Мюнхене, Франкфурте, Лондоне и Шеффилде.
С 1838 года Ессинг стал членом-корреспондентом Королевского колледжа психиатров.
Во время Второй мировой войны Рольв Рагнвальдсен Ессинг участвовал в норвежском движении Сопротивления.
В периоды с 1949 по 1950 и 1953 по 1954 год Рольв Ессинг работал в Канаде, где передавал свои знания студентам будучи приглашённым профессором в психиатрической клинике Университета города Торонто. Среди его многочисленных учеников были, в частности, Могенс Шу и Харальд Фрёшауг.
Ессинга иногда называют пионером биологической психиатрии. Он опередил свое время, когда предположил, что некоторые психические расстройства могут быть вызваны изменениями обмена веществ. Образцы мочи пациентов, хранящиеся в его лаборатории, позже были исследованы более точными биохимическими методами и показали, что Гьессинг был во многом прав в своих гипотезах.
Рольв Рагнвальдсен Ессинг умер 11 марта 1959 года в норвежской коммуне Лом.
Его сын, Лейв Рольфссон Еессинг (1918–1996), продолжил семейную династию и тоже стал психиатром.

## Избранная библиография
- Nye retningslinjer i behandlingen av sindslidelser. Norsk Magazin for Lægevidenskaben 754-770 (1927)
- Er focalmefeotion en vesentlig aetiologisk factor ved de saakalte funktionelle sindslidelser [Is focal infection an essential etiological factor in so-called functional mental disorders]. Norsk Magazin for Lægevidenskaben ss. 832-845 (1927)
- Beiträge zur Kenntnis der Pathophysiologie des katatonen Stupors. I. Mitteilung. Über periodisch rezidivierenden katatonen Stupor, mit kritischem Beginn und Abschluß. Archiv für Psychiatrie und Nervenkrankheiten 96, ss. 319-391 (1932)
- Beiträge zur Kenntnis der Pathophysiologie des katatonen Stupors. II. Mitteilung. Über aperiodisch rezidivierend verlaufenden katatonen Stupor mit lytischem Beginn und Abschluß. (1932)
- Über Ätiologie und Pathogenese der Schizophrenie: Einige prinzipielle Erwägungen (1933)
- Die Kautokeinolappen. Skrifter fra Institutt for sammenlignende kultur forskning (Monographie). Oslo 1934
- Beiträge zur Kenntnis der Pathophysiologie der katatonen Erregung. III. Mitteilung. Über periodisch rezidivierende katatone Erregung, mit kritischem Beginn und Abschluß. Archiv für Psychiatrie und Nervenkrankheiten 104, ss. 355—341 (1935)
- Beiträge zur Kenntnis der Pathophysiologie der periodisch-katatonen Zustände. IV. Mitteilung. Versuch einer Ausgleichung der Funktionsstörungen. Archiv für Psychiatrie und Nervenkrankheiten 109, ss.  525-595 (1939)
- Beiträge zur Somatologie der periodischen Katatonie (1959)
- Some main trends in the clinical aspects of periodic catatonia. (1961)
- Contribution to the Somatology of Periodic Catatonia. Pergamon Press, 1975.